# Tiberius Julius Rhescuporis VI
Tiberius Julius Rhescuporis VI (tiếng Hy Lạp: Τιβέριος Ἰούλιος Ῥησκούπορις Στ '; mất năm 342) là vị vua cuối cùng của vương quốc Bosporus, đồng thời là một vị vua chư hầu của đế chế La Mã.
Rhescuporis VI là con trai đầu lòng vào vua Bosporus Theothorses và mẹ của ông là một người phụ nữ không rõ tên tuổi. Ông mang trong mình huyết thống Thrace, Iran và La Mã. Em trai của ông là hoàng tử Rhadamsades. Rhescuporis VI đã được đặt theo tên của Rhescuporis V, ông nội của cha ông và là một vị vua Bosporus trước đó. Ông còn là vị vua Bosporus cuối cùng cai trị với tên gọi Tiberius Julius Rhescuporis.
Năm 303, Rhescuporis VI đã được đưa lên làm vị vua đồng cai trị với cha mình, Theothorses. Khi Theothorses mất vào khoảng năm 308/309, em trai của Rhescuporis VI, Rhadamsades đã kế vị cha mình và trở thành người đồng cai trị với ông. Rhescuporis VI trị vì từ năm 303 cho đến khi ông qua đời vào năm 342. Tước hiệu hoàng gia của ông trên tiền xu bằng tiếng Hy Lạp là: ΒΑΣΙΛΕΩΣ ΡΗΣΚΟΥΠΟΡΙΔΟΣ hoặc của vua Rhescuporis.
Trong thời kì mà ông và em trai mình đồng trị vì, nhiều loại kim loại khác nhau đã được sử dụng bao gồm cả đồng để tạo ra và đúc tiền ở Bosporus. Rhescuporis VI đã cai trị cùng thời với chế độ Tứ đầu chế và triều đại Constantinus của đế chế La Mã. Khi Rhadamsades qua đời vào năm 323, Rhescuporis VI đã trở thành vị vua cai trị duy nhất và là vị vua cuối cùng của Bosporus. Có ít điều được biết đến về cuộc đời và sự cai trị của Rhescuporis VI.
Vị vua của người Goth, Ermanaric sau đó đã chinh phục vương quốc Bosporus. Ermanaric đã giết Rhescuporis VI; chinh phục vương quốc và toàn bộ cư dân nằm dưới sự cai trị của ông. Khi Rhescuporis VI qua đời, ông được chôn cất trong một ngôi mộ hoàng gia ở kinh đô ban đầu của vương quốc Bosporus, thành phố Panticapaeum.